# Cecilia (Luizjana)
Cecilia – jednostka osadnicza w Stanach Zjednoczonych, w stanie Luizjana, w parafii St. Martin.